# 過海隧道巴士N368線
過海隧道巴士N368線是香港一條來往元朗（西）及中環（港澳碼頭）的通宵路線。本線是九龍巴士唯一一條來往新界西北的紅隧通宵過海隧道路線，同時亦是現時香港境內服務時間最長的通宵巴士路線，元朗頭班車的開出時間為23:45；港島開出的尾班車為06:10，兩者均已經屬於日間巴士路線的服務時間。
馬拉松特別巴士路線R968，由九巴營辦，只於港島區舉行指定長跑賽事時提供服務，由元朗（鳳翔路）開出，途經十八鄉、元朗大馬路及海底隧道前往灣仔（告士打道近舊灣仔警署）。此路線主要方便居於元朗的參賽健兒前往賽事起點，於元朗大馬路至海底隧道一段的行車路線與N368線相同。

## 歷史
- 2008年9月13日：N968更改編號為N368，港島區總站更改為中環（港澳碼頭）及修改行車路線，港島區行車路線與之前大致相反，改經紅磡海底隧道及西九龍走廊，不再途經汀九橋及西九龍公路，以減少虧損[1]。
- 2015年3月21日：增設到站時間預報[2]。
- 2017年11月12日：R968線因2017年ASICS港島十公里賽事舉行而首次提供服務，只於當天凌晨由元朗（鳳翔路）單向前往舊灣仔警署。元朗（鳳翔路）開05:20[3][4]。
- 2017年12月24日：N368線來回程在美孚加設中途站[5][6]：
  - 往中環（港澳碼頭）方向於葵涌道後改經長沙灣道，增設「美孚站」巴士站，然後返回荔枝角道原有路線；
  - 往元朗（西）方向增設荔枝角道「美孚站」巴士站；
  - 來回程在上述兩站增設分段收費。
  - 往元朗（西）方向新增與N237、N241及N260線往新界方向的八達通轉乘優惠。
- 2018年1月21日：R968增設渣打馬拉松賽事之服務，於當天凌晨03:45由元朗（鳳翔路）單向前往銅鑼灣（維園）[7][8]。
- 2018年11月12日：N368來回程繞經凹頭並增設中途站。[9]
  - 往港島方向，於博愛交匯處後，改經青山公路 – 元朗段、凹頭交匯處及錦田公路，然後返回青朗公路及原有路線，並增設「東成里」、「凹頭」、「下高埔村」及「高埔村」站。
  - 往元朗方向，於青朗公路後，改經錦田公路及青山公路 – 元朗段，然後返回博愛交匯處及原有路線，並新增「高埔村」、「下高埔村」、「凹頭」、「東成里」及「楊屋村」站。
- 2023年2月12日：R968線增停「邊寧頓街」站。
- 2024年2月10日-2024年2月13日：N368線往元朗方向於漆咸道南後，改經加士居道、彌敦道、亞皆老街、櫻桃街，然後返回西九龍走廊原有路線，加停加士居道「拔萃女書院」、彌敦道「九龍中央郵政局」、「碧街」、「豉油街」、「奶路臣街」、亞皆老街「旺角街市」及櫻桃街「銘基書院」站。[10]

## 服務時間（詳細班次）
| 每日元朗（西）開 | 每日元朗（西）開 | 每日元朗（西）開 | 每日元朗（西）開 |
| ---------------- | ---------------- | ---------------- | ---------------- |
| 23:45            | 00:10            | 00:40            | 01:10            |
| 01:40            | 02:10            | 02:40            | 03:10            |
| 03:40            | 04:10            | 04:40            | 05:05            |

| 每日中環（港澳碼頭）開 | 每日中環（港澳碼頭）開 | 每日中環（港澳碼頭）開 | 每日中環（港澳碼頭）開 |
| ---------------------- | ---------------------- | ---------------------- | ---------------------- |
| 00:50                  | 01:10                  | 01:30                  | 01:50                  |
| 02:10                  | 02:40                  | 03:10                  | 03:40                  |
| 04:10                  | 04:40                  | 05:10                  | 05:40                  |
| 06:10                  |                        |                        |                        |

## 收費
N368
全程：$39.0
- 美孚站往中環（港澳碼頭）：$18.1
- 紅磡海底隧道轉車站往中環（港澳碼頭）：$16.1
- 過紅磡海底隧道後往中環（港澳碼頭）：$8.9
- 過紅磡海底隧道後往元朗（西）：$27.5
- 美孚站往元朗（西）：$19.3
- 大欖隧道轉車站往元朗（西）：$14.3

R968
全程：$42.0
| - 本線設有12歲以下小童及65歲或以上長者半價優惠。 - 65歲或以上香港居民使用「樂悠咭」，以及12歲以下合資格殘疾兒童使用「殘疾人士身份」個人八達通繳付車資，均可享有每程$2.0或半價（以較低者為準）的票價優惠；12至64歲合資格殘疾人士使用「殘疾人士身份」個人八達通（包括「樂悠咭」），以及60至64歲香港居民使用「樂悠咭」繳付車資，均可享有每程$2.0或全費（以較低者為準）的票價優惠。 - 65歲或以上長者如使用長者或一般個人八達通繳付車資，則只可享有半價優惠；12至64歲合資格殘疾人士如不使用「殘疾人士身份」個人八達通，以及60至64歲人士如不使用「樂悠咭」繳付車資，必須繳付全費。 - 乘客可以現金或八達通於上車時付款，不設找續。 - 每位成人乘客可免費攜帶最多兩名4歲以下而不佔座位的兒童乘客乘車，超額之4歲以下小童必須繳付小童車費乘車。 - 持有「九巴月票」之乘客在車票有效期內，每日可享最多10程任何九龍巴士及龍運巴士路線（包括本路線，以及聯營路線的九龍巴士／龍運巴士提供的班次；惟乘搭機場「A」及「NA」線則可享原價二七折優惠（不會計算每天10次合資格車程））；而B1線則每日可享最多各2程（不會計算每天10次合資格車程）。 - 九龍巴士、城巴、龍運巴士及陽光巴士全職員工及家屬（不包括外判職員）可免費乘搭本路線，惟必須拍職員或職員家屬八達通。 - 乘客亦可透過多元化電子支付系統（e度嘟）繳付車資，包括使用非接觸式VISA卡、JCB卡、萬事達卡、銀聯卡、美國運通、大來國際、Discover Card、Apple Pay、Google Pay、Samsung Pay、AlipayHK「易乘碼」、支付寶、WeChatHK／微信支付「搭車碼」、銀聯雲閃付「乘車碼」及BOC Pay「乘車碼」。乘客使用此付款方式，使用此支付方式的乘客可享有中途下車之分段收費，以及與其他九巴／龍運獨營路線或聯營線九巴／龍運班次之轉乘優惠，惟不適用於與非九巴／龍運路線之轉乘優惠，亦不能享有「公共交通費用補貼計劃」及「長者及合資格殘疾人士公共交通票價優惠計劃」。 |

## 八達通轉乘優惠
乘客登上本線後150分鐘內以同一張八達通卡轉乘以下路線，或從以下路線登車後150分鐘內以同一張八達通卡轉乘本線，次程可獲車資折扣優惠：
- N368←→N269，於大欖隧道轉乘
- N368往元朗 → N269往天慈邨，次程車資全免
- N269往美孚 → N368往中環，回贈首程車資

- N368←→N237、N241或N260，於美孚轉乘
- N368往元朗 → N237往葵盛或N241往長宏，總車資$25
- N368往元朗 → N260往屯門碼頭，總車資$27，於美孚轉乘
- N241往長宏 → N368往元朗，次程可獲$8.6折扣優惠，於美孚轉乘

- N368←→N373，總車資$39.9，於紅磡海底隧道轉乘
- N368往元朗 → N373往粉嶺
- N373往中環 → N368往中環/銅鑼灣/天后

## 使用車輛
本線主要使用富豪B9TL 12米和Enviro 500 MMC 12米行走。

## 行車路線
N368
元朗（西）開經：擊壤路、青山公路－元朗段、朗日路、青山公路－元朗段、錦田公路（東行）、迴旋處、錦田公路（西行）、青朗公路（大欖隧道）、屯門公路、荃灣路、葵涌道、長沙灣道、荔枝角道、西九龍走廊、渡船街、加士居道天橋、加士居道、漆咸道南、康莊道、紅磡海底隧道、告士打道、維園道、永興街、英皇道、高士威道、伊榮街、邊寧頓街、怡和街、軒尼詩道、金鐘道、德輔道中、永和街、干諾道中、西消防街及干諾道中。
中環（港澳碼頭）開經：干諾道中、林士街、德輔道中、金鐘道、軒尼詩道、怡和街、高士威道、興發街、維園道、告士打道、天橋、紅磡海底隧道、康莊道、漆咸道南、加士居道、加士居道天橋、渡船街、西九龍走廊、荔枝角道、葵涌道、荃灣路、屯門公路、青朗公路（大欖隧道）、錦田公路、青山公路—元朗段及擊壤路。
R968
經：鳳翔路、鳳麒路、十八鄉路、欖口村路、公園南路、馬田路、元朗體育路、青山公路 – 元朗段、朗日路、形點交通交匯處、朗日路、青山公路 – 元朗段、博愛交匯處、元朗公路、青朗公路、屯門公路、荃灣路、葵涌道、荔枝角道、西九龍走廊、渡船街、加士居道天橋、加士居道、漆咸道南、康莊道、海底隧道（堅拿道天橋、堅拿道東、禮頓道、邊寧頓街、怡和街及高士威道）

### 沿線車站

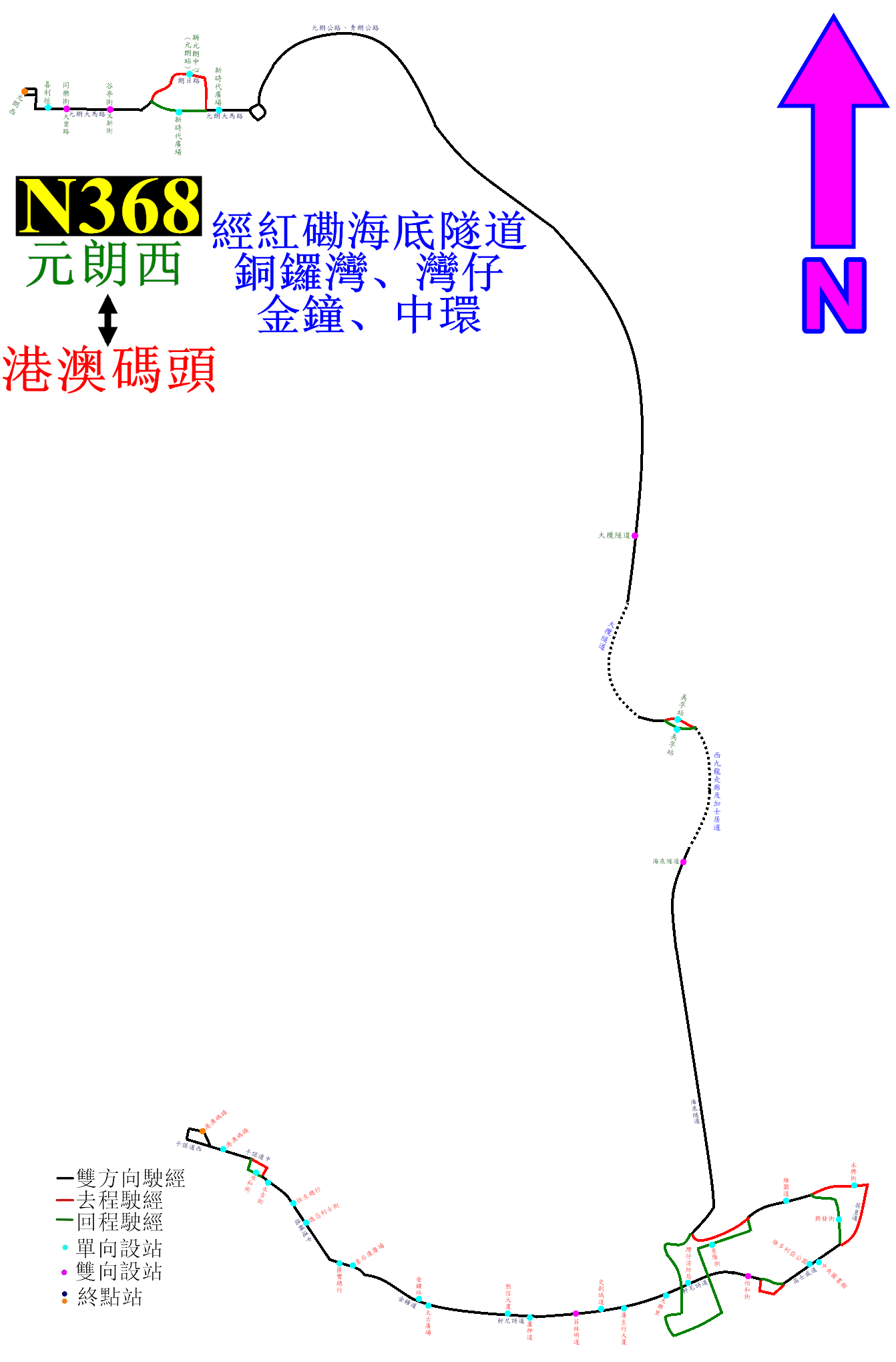
N368線的走線圖

N368
| 元朗（西）開 | 元朗（西）開         | 元朗（西）開       | 中環（港澳碼頭）開 | 中環（港澳碼頭）開   | 中環（港澳碼頭）開 |
| 序號         | 車站名稱             | 位置               | 序號               | 車站名稱             | 位置               |
| ------------ | -------------------- | ------------------ | ------------------ | -------------------- | ------------------ |
| 1            | 元朗（西）巴士總站   | 元朗（西）巴士總站 | 1                  | 港澳碼頭             | 干諾道西           |
| 2            | 同樂街（N9）         | 青山公路－元朗段   | 2                  | 港澳碼頭             | 干諾道中           |
| 3            | 谷亭街（N14）        | 青山公路－元朗段   | 3                  | 永和街               | 德輔道中           |
| 4            | 形點 II              | 朗日路             | 4                  | 恆生銀行總行         | 德輔道中           |
| 5            | 形點 I               | 形點交通交匯處     | 5                  | 德忌利士街           | 德輔道中           |
| 6            | 東成里               | 青山公路—元朗段    | 6                  | 皇后像廣場           | 德輔道中           |
| 7            | 凹頭                 | 錦田公路           | 7                  | 金鐘站（B1）         | 金鐘道             |
| 8            | 下高埔村             | 錦田公路           | 8                  | 軍器廠街             | 軒尼詩道           |
| 9            | 高埔村               | 錦田公路           | 9                  | 菲林明道             | 軒尼詩道           |
| 10           | 大欖隧道轉車站（A3） | 青朗公路           | 10                 | 史釗域道             | 軒尼詩道           |
| 11           | 美孚轉車站（D2）     | 長沙灣道           | 11                 | 灣仔消防局           | 軒尼詩道           |
| 12           | 紅隧轉車站（A3）     | 康莊道             | 12                 | 百德新街             | 怡和街             |
| 13           | 維園道               | 維園道             | 13                 | 維多利亞公園         | 高士威道           |
| 14           | 永興街               | 永興街             | 14                 | 興發街               | 興發街             |
| 15           | 中央圖書館           | 高士威道           | 15                 | 景隆街               | 告士打道           |
| 16           | 怡和街               | 怡和街             | 16                 | 紅隧轉車站（C3）     | 康莊道             |
| 17           | 天樂里               | 軒尼詩道           | 17                 | 美孚轉車站（A4）     | 荔枝角道           |
| 18           | 廣生行大廈           | 軒尼詩道           | 18                 | 大欖隧道轉車站（B2） | 青朗公路           |
| 19           | 菲林明道             | 軒尼詩道           | 19                 | 高埔村               | 錦田公路           |
| 20           | 盧押道               | 軒尼詩道           | 20                 | 下高埔村             | 錦田公路           |
| 21           | 太古廣場（A1）       | 金鐘道             | 21                 | 凹頭                 | 錦田公路           |
| 22           | 滙豐總行             | 德輔道中           | 22                 | 東成里               | 青山公路—元朗段    |
| 23           | 永吉街               | 德輔道中           | 23                 | 楊屋村               | 青山公路—元朗段    |
| 24           | 港澳碼頭             | 干諾道西           | 24                 | 形點 I               | 青山公路—元朗段    |
|              |                      |                    | 25                 | 又新街（S5）         | 青山公路—元朗段    |
| 26           | 大棠路（S8）         |                    |                    |                      | 青山公路—元朗段    |
| 27           | 元朗（西）巴士總站   | 元朗（西）巴士總站 |                    |                      |                    |

R968
| 1                                            | 元朗（鳳翔路）巴士總站 | 元朗（鳳翔路）巴士總站 |
| 2                                            | 譽88                   | 鳳麒路                 |
| 3                                            | 蝶翠峰                 | 十八鄉路               |
| 4                                            | 馬田壆                 | 十八鄉路               |
| 5                                            | 馬田村                 | 十八鄉路               |
| 6                                            | 翹翠峰                 | 十八鄉路               |
| 7                                            | 元朗廣場               | 青山公路—元朗段        |
| 8                                            | 同樂街                 | 青山公路—元朗段        |
| 9                                            | 谷亭街                 | 青山公路—元朗段        |
| 10                                           | 形點 II                | 朗日路                 |
| 11                                           | 形點 I                 | 形點運輸交匯處         |
| 元朗公路；青朗公路                           |                        |                        |
| 12                                           | 大欖隧道轉車站         | 青朗公路               |
| 大欖隧道；屯門公路；荃灣路至漆咸道南；康莊道 |                        |                        |
| 13                                           | 紅隧轉車站             | 康莊道                 |
| 海底隧道                                     |                        |                        |
| ＊                                           | 舊灣仔警署             | 告士打道               |
| 14                                           | 維多利亞公園           | 高士威道               |

## 路線紀錄
本線創下兩個第一及唯一的紀錄：
1. 首條及唯一一條取道紅磡海底隧道來往新界西北的通宵過海隧道路線
2. 首條及唯一一條行走全段西九龍走廊的通宵巴士路線

## 外部連結
九巴
- 過海隧道巴士N368線官方網站路線資料 （页面存档备份，存于）